# 百獣王ゴライオン
『百獣王ゴライオン』（ひゃくじゅうおうゴライオン）は、1981年3月4日から1982年2月24日まで、東京12チャンネル→テレビ東京で全52話が放送された、東映制作のロボットアニメ、および作中に登場する主役ロボットの名称。
放送時間は、1981年3月25日放送分（第4話）までは毎週水曜19:30 - 20:00、同4月1日放送分（第5話）以降は1時間半繰り上げとなる18:00 - 18:30（いずれもJST）。

## 概要
前番組『宇宙大帝ゴッドシグマ』に引き続き、本作品でも東映テレビ事業部が企画を担当、アニメーション制作を外部（本作品では東京動画）に委託するという制作体制を踏襲。広告代理店として東映エージェンシー、提供スポンサーとしてポピー（現・バンダイ）が参加するのも前番組までと同様である。
本作品は、当初から"ロボットアニメのスタンダードナンバー"となるべく企画されており、頭部や手足に獅子の顔をあしらったゴライオンのデザインは、『未来ロボ ダルタニアス』（1980年）の「胸のライオン」と並んで、後続のアニメや特撮作品（特に『スーパー戦隊シリーズ』）の巨大ロボットにも影響している。一方でメカニカルデザイン的には、ポピーの村上克司のオリジナルデザインの影響もあり、アニメ化に際して一旦オリジナルデザインから大きなデチューンが施された。
1981年10月の局名変更に伴い、テレビ東京では平日の18時台前半は日替わりで「ロボットアニメ」路線が敷かれる編成となった。月曜の『戦国魔神ゴーショーグン』、火曜の『銀河旋風ブライガー』、木曜の『ゴールドライタン』、金曜の『太陽の牙ダグラム』と共に、本作品も同路線の一角を担っていたことでも知られている。
視聴率は前番組の『宇宙大帝ゴッドシグマ』の平均視聴率5.6%を上回る、6.5%に上昇。ネット局数は26局ネットで当時、ポピーがスポンサードしていた番組では最も多い放送局数だった。そのポピーが発売した「DX超合金・未来獣合体ゴライオン」は9800円と高額にも関わらず43万個を出荷。このポピーの9800円のラインは、本作品より遅れること半年あまり後にスタートした『六神合体ゴッドマーズ』（日本テレビ系列）に引き継がれる。
番組終了後、CSでの再放送（2003年8月 - 2004年1月、2004年10月 - 2005年1月、いずれも東映チャンネル）こそあったものの、2020年現在に至るまで日本国内において映像ソフト化はされておらず、東映ビデオから発売された「TVヒーロー主題歌大全集」（ベータ、VHS）と「東映アニメ主題歌大全集」（VHS・LD・DVD）に、本作品のオープニングとエンディングが収録されているのみである。また、かつては東映アニメBBプレミアムにて全話のネット配信も実施されていた。一方アメリカでは、後述の『ボルトロン』とは別に本作品のDVDソフトが、メディアブラスターズ（en:Media Blasters）より発売されている。

## あらすじ
これは大宇宙に伝わる伝説の巨大ロボットの物語である。この伝説の巨大ロボットを誰が造ったのか定かではないが、5つの宇宙ライオンの頭を持つところから、いつしか百獣王ゴライオンと呼ばれた。ゴライオンの向かうところ敵はなかった。ついにゴライオンは無謀にも宇宙の神に戦いを挑んだ。しかし、”なぜその力を宇宙の平和に役立てようとしないのか”と、詰問され、なおも攻撃をやめないゴライオンを”己の力を過信する者はその力によって敗れるのだと知れ”と叱咤、５体の獅子に分割した。その後、数千年の時が経った。
西暦1999年、長きにわたる冷戦に端を発した第三次世界大戦によって人類が滅亡した地球に宇宙旅行から戻って来た黄金旭達5人の少年。彼らは無残に変わり果てた故郷の姿に絶望する間もなく、突如飛来したガルラ大帝国の宇宙船に拉致されてしまった。第三次世界大戦が起きている間、全宇宙はガルラ大帝国の半獣人が支配していたのである。やがて黄金達は自由を求めて彼らの宇宙船を強奪し、ガルラ星から脱出を試みるが追っ手の追撃を受ける。だが、謎の光に導かれてアルテア王国に不時着し、そこで5人はファーラ姫と5体のライオン型メカに出会う。ファーラ姫はガルラ大帝国の暴虐を阻止するため、5体のメカを5人に託し、伝説の守護神・ゴライオンを復活させる。こうしてガルラ大帝国への反撃が始まった。

## 登場人物

### アルテア王国
黄金旭（こがね あきら）
声 - 井上和彦（タイトルコール及び次回予告ナレーションも兼任)
本作品の主人公。黒獅子に搭乗。戦闘服の色は赤。熱血漢だが単純直情ではない、タフなリーダー。仲間内からは「チーフ」と呼ばれている。
銀貴（しろがね たかし）
声 - 中尾隆聖
青獅子に搭乗。戦闘服の色は黒。太い眉が特徴的な日本男児風の外見の、常に冷静沈着な参謀役。仲間からは「だんまり」と呼ばれている。第6話で戦死した。
黒鋼勇（くろがね いさむ）
声 - 水島裕
赤獅子に搭乗。戦闘服の色は青。機動戦士ガンダムのカイ・シデンを思わせるいで立ちで、序盤ではやや臆病なお調子者の皮肉屋だったが、銀の死後は仲間で最も積極的な性格に成長した。仲間からは「お天気屋」と呼ばれている。
青銅強（せいどう つよし）
声 - 玄田哲章
黄獅子に搭乗。戦闘服の色はオレンジ色。情に厚く責任感の強い巨漢。高所恐怖症である。仲間からは「向こうっ気」と呼ばれている。
錫石宏（すずいし ひろし）
声 - 野沢雅子
緑獅子に搭乗。戦闘服の色は緑。眼鏡をかけた自称忍者の子孫であり、体術に優れる。メカも得意だがやや無鉄砲。仲間からは「チビ」と呼ばれている。
ファーラ姫
声 - 鵜飼るみ子
帝国に滅ぼされたアルテア王国の最後の生き残り。宇宙鼠と友人でその言葉を理解できる。仲間に対しては黄金のみ名前で呼び、後はあだ名で呼んでいる。銀が戦死した後は青獅子に搭乗。獅子座連合結成の際は、「盟主が右足」と笑われ、黒獅子に乗ると啖呵を切ってゴライオンをメインで操縦した。戦闘服の色はピンク。
軍師ライブル
声 - 藤城裕士
アルテアの遺臣でファーラ姫の御守り役。ゴライオンの司令官も勤める。
女官長ヒス
声 - 青木和代
第7話から登場。ファーラ姫を世話する女官長。第49話でガルラの工作員に撃たれて死を遂げる。
宇宙鼠
声 - 不明
アルテア城（後にグレーダム城）に住む鼠の一家。ファーラ姫や錫石と仲がよい。鼠の苦手なホネルバの正体を見破る鍵となるなど、思わぬところで活躍することがある。父はプラット、母チュチュール。息子の一人はチビスケらしい。

### ガルラ大帝国
シンクライン皇太子
声 - 神谷明
ガルラ大帝国の皇太子で前線指揮官。戦闘能力はすこぶる高く、時に黄金たちを圧倒することもあり、また、多くの惑星を征服した辣腕ぶりにはダイ・バザールも認める所。自分の意に逆らう者、失敗した者はささいな事でも容赦なく斬殺する暴虐ぶりを発揮する。いわゆる「美形悪役」の役どころだが正々堂々とした騎士道精神とは無縁で、征服したヘラクレス星の王女を拉致し（第17話）、帝王の座に上るために父の殺害を試みる（第18話）卑劣漢。
ファーラ姫に惹かれ、姫の拉致にこだわったがために作戦に失敗することがしばしばあり、父の叱責を受けている。ファーラ姫に惹かれるのは、自身を産むと同時に死んだとされる母親に瓜二つなためである。そのため、父がめあわせようとした同族の姫との縁談を一蹴している（第30話）。
度重なる失敗のため逮捕され処刑を待つ身となるが、ダイ・バザールがアルテアに出撃して母星を留守にした間に部下を使って脱出。敗れて帰還したダイ・バザールを捕らえメカ獣人に組み込み、ゴライオンと戦わせる（第50話）。ガルラ城落城時にはアルテア軍の投降のよびかけに応じようとした重臣たちに捕らえられかかるが、逆にこれを皆殺しにしてしまい、ガルラ帝国を崩壊させてしまう。ガルラ城に乗り込んできた銀亮を人質に取り脱出しようとするが、亮に短剣で刺された後、ともに司令塔から墜落して薨御を迎える。
自らはガルラ星人の純血と信じ帝王の子である事を誇りにしていたようだが、実はアルテア星人の名もなき女が母親だった。ダイ・バザールおよび帝室の権威を守るためか、この事実はずっと隠されていたが、ダイ・バザールが戦死した時に逆上したホネルバがシンクラインに暴露した。自身の血統に恃むところがあったのをホネルバに「アルテアの血を引くクズ」と罵られ、プライドをいたく傷つけられたようである。
ダイ・バザール大帝王
声 - 富田耕生（オープニング及び本編ナレーションも兼任）
全宇宙の支配を目論むガルラの帝王。500歳。放射状冠を頭上に載せ、ビザンツ風マントを纏っている尊大な君主で、普段は巨大な謁見室の数十段もの壇上にこしらえた玉座で、帝笏を右手に、宝珠を左手に持って鎮座している。外見に違わぬ怪物的な能力と精神の持ち主。シンクライン皇太子が病の特効薬である少女の生血と偽り猛毒である毒蛇の血液を飲ませた時、それで病から回復してしまい、シンクラインに「父はやはり化け物」と暗殺をあきらめさせた（第18話）。アルテア星を滅ぼしたとき、一人のアルテア人女性に手をつけシンクラインを生ませるが、降伏した星の捕虜の助命を懇願したため無慈悲に殺害している（第30話、第51話）。当初は息子にだけは甘かったが、やがてその野心に気付くにつれて、確執や衝突が多くなっていく。終盤ではシンクラインを解任し自らアルテアに総攻撃をかけるが、敗走してガルラ星に帰還したところを捕らえられてメカ獣人ガルラの頭脳として組み込まれ、ゴライオンと戦い敗れ崩御する。名前の由来は「大市場（大バザール）」から。
妖婆ホネルバ
声 - 野沢雅子
常に帝王の側に仕える妖術使い。デスブラック獣人の製作や妖術を用いての謀略・暗殺などを行う。宇宙ネズミが苦手で、常に猫を側に置く。実はダイ・バザール大帝王の実母。シンクラインがダイ・バザールをメカ獣人に組み込み戦死させたのを恨み、ゴライオンのガルラ城攻撃を助けたためシンクラインに斬殺される。
ヤガ
妖婆ホネルバが飼っている猫。
司令官サダック
声 - 緒方賢一
第13話までの前線指揮官。最後には自ら巨大化してゴライオンに挑んだ。
ゴブラ
声 - 稲葉実
シンクライン皇太子を補佐する副司令官。ガルラ城落城時にアルテア軍の投降のよびかけに応じるためにシンクラインを捕らえようとするが、返り討ちにされる。
ガルラ星
周囲には小惑星が充満し、雷・電磁波などが他の星からの直接攻撃を妨げていた（「妖空域」）。そのためガルラから奪取した星間巨大砲で妖空域を破壊することができるまで、アルテア軍はガルラ星への総攻撃ができずにいた。

### その他
ライモン王
声 - 辻村真人
15年前にガルラ大帝国に処刑されたアルテアの前王でファーラ姫の父。時折魂の姿として現れ、黄金たちの危機を救う。
銀亮（しろがね りょう）
声 - 中尾隆聖
第41話に登場した銀の弟。ゴライオンのメンバーと同様にガルラ星で捕虜となっていた。処刑されかかったヘラクレス星のアミュー王女を救出し、脱出させた。兄・貴がブルーライオンに搭乗するゴライオンの勇者である事を誇りに思っていたが、アミュー姫と会うまで兄の死を知らなかった。兄が夢枕にたったため、その死を予感はしていたようである。その後もガルラ星に潜入しアミュー姫とともにゲリラ活動でゴライオンを側面援護する。
ガルラ城落城時、シンクラインを倒すために城へ乗り込むが、囮の人形に騙されシンクラインに人質とされる。シンクラインが脱出しようとする寸前、プラットらが奇襲した隙をついてアミュー姫に託された短剣でシンクラインを刺すが、シンクラインの一刀を受けてともに司令塔から墜落、壮絶な最期を迎える。
獅子座連合
ゴライオンによってガルラの支配から解放された5つの星およびアルテア星を中心に結ばれた同盟（第47話）。盟主はファーラ姫。既に地球という惑星自体は滅んで存在しなかったが、ゴライオンのメンバーや銀亮といった、生き残ってガルラと戦っている地球人がいるため、地球も連合に加わっている事になっている。各星の代表者が集まって会議を開いており、黄金は地球代表として出席している。その他のゴライオンのメンバーおよび銀亮も幹部と目され、黄金、ファーラ姫とともに会議に出席していた。なお、銀亮はガルラ星に潜伏中だったためメッセージのみの出席だった。
ヘラクレス星
ヘラクレス星王家の祖先は暴虐のため追放されたアルテア星王家の王子であり、同族でありながら長くアルテア星王家を恨んでいた。シンクラインはその恨みにつけこんで協力者を装い、ともにアルテアを攻撃しようとの話をもちかける。ヘラクレス王家はこの話に乗ってしまい、サムソン王子は自ら志願してデスブラック獣人となる。ファーラ姫はヘラクレス王家説得のためゴライオンとともにヘラクレス星へ乗り込むが、デスブラック獣人となったサムソン王子と戦闘になり、やむなくこれを撃退する。退却のどさくさにまぎれてシンクラインは王を殺害、アミュー姫を拉致する（第17話）。後にガルラ星支配から解放され、獅子座連合の主要メンバーとなる。獅子座連合会議へ出席する惑星代表はアロー王子。
アミュー姫
声 - 不明
ヘラクレス星の王女。ファーラ姫と同族で、従姉妹に当たる。その容姿がファーラ姫と酷似していたため、シンクラインに拉致され、ファーラ姫の代わりとして慰み者となっていた（第17話）。父王、二人の王子がアルテア王家を敵視しガルラ星・シンクラインを協力者とみていたのに対し疑問をもっていたようで、シンクラインに拉致されてからは敵意を明確にした。超重力星による攻撃作戦をゴライオンに通信で伝えるなどの妨害工作をしたためシンクラインの命で銃殺刑になるが（第40話）、銃弾が当たる直前に刑場の地面が崩れて洞窟に落ち命拾いしたところを銀亮に救われる。銀亮、ヘラクレス星人ゲリラとともに輸送船を奪ってガルラ星を脱出、アロー王子とともにヘラクレス星に帰還する（第41話）。その後、亮とともに戦う事を望みガルラ星へ再潜入（第45話）、ゴライオンを側面支援する。
アロン王子
声 - 清水マリ
アミュー姫の弟。当初は父王、兄とともにアルテア星王家を倒すことを使命と考え、そのためにデスブラック獣人となった兄、協力を申し出たシンクラインを尊敬していた。しかし、父王がシンクラインに殺され、姉が拉致されてからは、姉を救出するためにゴライオンと共闘する。第41話でヘラクレス星に帰還し、その後もヘラクレス星艦隊を率いてゴライオンと共闘する。
アマゾン星
あらゆる病に効く妙薬の材料となる花が宇宙で唯一とれる星。住民はアマゾネスのような獣皮でてきていると思しきワンショルダーの服を着ている。初めはガルラ星に味方していたが、王が花を提供する見返りに法外な宝物を要求したため、シンクラインに殺される（第22話）。その後はガルラの支配下に置かれていたが、少年決死隊が蜂起してゴライオンを呼びこみ、独立を勝ち取った（第43話）。
砂の惑星
砂漠が大部分を占める星。水がほとんどない砂の中でも生存できる「砂人間」が生息する。その耐久力に目をつけたホネルバは、砂人間を捕らえてメカ獣人とするがゴライオンに撃破される（第42話）。獅子座連合会議へ出席する惑星代表はハーバード博士。
ジャール星
住民はアラビア風の服を着ている。
ムーラ星
住民の服装は詰め襟のようなぴちっとした物。巨大なエネルギーで惑星を破壊できる星間巨大砲を設置されるが、ゴライオンは住民を鼓舞してガルラ軍を駆逐し、星を解放した（第25話）。後にこの星間巨大砲はガルラ軍に取り戻されてアルテアに運ばれゴライオンを苦しめるが（第47話）、再びアルテア軍のものとなり、ガルラ星侵攻に貢献した。

## 登場メカ

### 百獣王ゴライオン
黒獅子、赤獅子、緑獅子、青獅子、黄獅子の5体の宇宙ライオン型メカが「ゴライオン・フォーメーション」で合体体制を整った後、搭乗する5人の「レッツ・ゴーライオン！」の掛け声で合体して生まれる巨大ロボット。劇中では分離したメカライオンは主にそれぞれ、ブラックライオン、レッドライオン、グリーンライオン、ブルーライオン、イエローライオンと呼称されていた。
遥か昔に宇宙中を暴れ回ったという伝説のロボット。いつ、誰が作ったかは定かではない。
最後には宇宙の女神に闘いを挑んで敗れ、その身体を5つの獅子に分断されアルテア星で眠りに就いたとされる。
身長60メートル、体重700トン、動力源は惑星エネルギー。出力は600万馬力。最高飛行速度はM10。
宇宙空間ではワープ移動が可能。分離状態でも恒星間航行が可能。
ゴライオンを構成する5体のメカライオンを起動させるにはそれぞれ専用の鍵（普段は戦闘服の胸元に取り付けられている）が必要だが、鍵を持つものなら基本的に他のメカライオンも動かせる。作中ではファーラ姫が黒獅子を動かしたり黄金や黒鋼が青獅子を動かしたりすることもあった。また、それぞれのメカライオンにはファーラ姫の父であるライモン王の魂が宿っており、邪悪な心の持ち主が乗ろうとした時はその操縦を受け付けなかった。
必殺技は十王剣で、特に「～斬り」等の呼称もなく、裂帛の気合のみで相手を両断するが、まれに、剣で十字の光を飛ばして、そこから竜巻を発生させる「大竜巻」(20話)、剣から電撃を飛ばす「十王剣・稲妻落とし」(46話)を繰り出して敵を倒すこともある。後にゲーム等で「十王剣・流星五段斬り」などが設定された。

4×4（獅子）＝16の語呂合わせで、16種類（後にフォーライオンアタックが追加されて17になった）の武装を持っている。但し、フォーライオンアタック使用後に初披露された武器や、劇中未使用の武器も存在する。
- 武装（カッコ内は使用話数。数字の後ろは各ライオンの色。左右同時使用の場合は「両」と表記。呼称と映像の武器が合っていない時は映像を優先。)
  - マシンガンポッド：両足の関節から出すガトリングミサイル。片足のみでも出せる。(32青、39黄、43青)
  - フットミサイル：両足のライオンの口から発射されるミサイル。片足のみでも出せる。姫は「ブルーミサイル」とも呼称。(5青、14両、16両、22両、23黄、26両、32黄、34両、39両、43青/両、44黄/両、47青、52両)
  - グランドファイヤー：両足のライオンの口から放射される火炎。片足のみでも出せる。(7両、12黄、18両、23黄、39両、45両)
  - パワーファイヤー：ゴライオン頭部の人面の口から放つ火炎。(17)
  - ファイヤートルネード：両腕のライオンの口から放射される炎に包まれた嵐。片腕のみでも出せる。射程距離は600m。初披露時の7話や39話など、左腕から火炎、右腕から嵐を放射し、炎と嵐が螺旋を描いて一つになる描写もある（その際、呼称は「ファイヤートルネード」のみだが、「ハリケーントルネード」としても表記しておく)。黒鋼はレッドライオン時の武器である「レッドファイヤー」と呼称する時もある。(7緑、8赤、11赤、14赤、16両、22赤、23両、26両、31緑、32赤/緑、39緑、41赤、44両、52赤)
  - ※グリーントルネード：グリーンライオン時の武器をゴライオン合体後でも使用する時がある。その際「グリーントルネード」とは呼称せず、呼称なしか「ファイヤートルネード」の呼称で放射。(19、45、51)
  - ハリケーントルネード：右腕のライオンの口から放つ嵐。ファイヤートルネード初披露時の7話や39話など、左腕から火炎、右腕から嵐を放射し、炎と嵐が螺旋を描いて一つになる描写もある（その際、呼称は「ファイヤートルネード」のみだが、「ハリケーントルネード」としても表記しておく)。(7、19、33、39、45、51)
  - ゴライオン水中ロケット：右腕のライオンの口から発射されるミサイル。その名の通り、水中戦でのみ使用された。(33)
  - レーザーマグナム：両腕のライオンの口から連続発射される光弾。片腕のみでも出せる。光弾ではなくミサイルとして描写されている時もある。(8両、14緑、16緑、26両、32両、39両、43両、44両、46赤、52両/緑)
  - クラッシャーボール：右手に現れる十字星型の棘付き鉄球。(43)
  - ダブルロッド：胸の紋章が光った後、両腕のライオンの口に出現する2本のヌンチャク。(19)
  - ダブルソード：両肩から出る2本の両刃の刀。2本を柄の部分で合体させて使用。(14、16、20、22、25、31、48)
  - クロスビーム：胸の紋章から発射される十字架型のビーム。(8、11、19、33、44、47、51)
  - ニードルシャワー：両耳部分から照射される小型尖突弾。姫は「ニードルポッド」とも呼称。(33、47、51)
  - アイフラッシュ：両目から発射される破壊光線。(23、32、34、37、44、51、52)
  - スペースカッター：歯車型の刃が付いた盾。劇中では投擲して使用された。姫は「ブラックカッター」とも呼称。(5、8、14、17、22、25、34、47)
  - ※ローリングカッター：劇中未使用。両足の踵部から出現する丸鋸刃状のカッター。
  - 十王剣：両腕をあわせることで出現する剣。折れた場合、十王剣の手甲にあるアルテア王国の紋章にゴライオンの鍵を重ねると再生する。(4～29、31～38、40、41、43～49、51、52)
  - フォーライオンアタック：ブラックライオン以外の四つのライオンの頭部を射出し、高速で飛行、敵の四肢を貫く技。別名、100トンパンチ。発射時にパイロットは「プロテクターセット!」のコールでプロテクターをセットする。(32、36～39、48)

メカライオン
メカライオンのエネルギー源、性能については第29話で解説された。5体について歌ったテーマソングとも言うべき歌が存在し、時々戦闘シーンや合体シーンで挿入歌「ゴライオン讃歌」として披露されている（各機の武器についても歌われている）。各機の剣は口に銜える形で装備する。他の共通装備はアイフラッシュがある。なお構造上、各分離形態のみで使用可能な装備武装も各々所持し、ゴライオン合体時にはそれらは封印される。各々の獅子には五行に相当する属性があり、機体の色と関連付いている。
黒獅子
黄金が搭乗。合体時にゴライオンの胴体及び頭部となる。雷のエネルギー「サンダープロトン」で動く。出力は200万馬力。翼を持ち、設定では空中戦が得意。グレーダム城の城門前にある「黒獅子の塔」に待機しており、封印時には石像に偽装されていた。一回だけファーラ姫が搭乗した。肩の巨大砲「ブラックバズーカ」がこの形態の最大武装だが、口から「ブラックミサイル」肩から斬撃装備「ブラックカッター」、胸の紋章から「ブラックビーム」、上部から「ブラックブーメラン」、翼を射出する「ブラックウイング」を装備。
赤獅子
黒鋼が搭乗。合体時にゴライオンの右腕となる。熱エネルギー「ファイヤープロトン」で動く。出力は80万馬力。普段はマグマの底に待機している。高熱に強く2万度まで耐えられる。また、岩を溶かして地中に潜ることも可能。武器は尻尾から発射するレッドビーム、爪を発射するレッドクロー、右肩のレッドレーザー、上部からのミサイル「ダブルポッド」左肩の「レッドランチャー」から「マグマミサイル」も発射。灼熱の炎の渦を吐き出す「ビッグファイヤー」が最大武装。
緑獅子
錫石が搭乗。ゴライオンの左腕となる。風のエネルギー「サイクロンプロトン」で動く。出力は80万馬力。グレーダム城の近くにある森の中に待機している。武器は尻尾から発射するグリーンビーム、右肩部分に速射タイプの小型射出弾「グリーンナイフ」左肩から棘状弾を射つ「グリーンガン」、上部から針状弾を射つ「グリーンニードル」を装備している。「緑獅子」ではあるが、合体バンク以外は胸部部分が赤くなっている事が多い。猛烈な竜巻を吐き出す「グリーントルネード」が最大武装。
青獅子
序盤では銀が搭乗していたが、銀亡き後はファーラ姫が搭乗。ゴライオンの右脚となる。水のエネルギー「アクアプロトン」で動く。出力は120万馬力。水が補給出来ないと動けなくなる。水中行動が得意。グレーダム城の近くにある湖の底に待機している。一回だけ黄金が搭乗した。武器は尻尾から発射するブルービーム、爪から射つブルークロー、口からに水圧放水砲「ウォーターロッド」、左肩から冷凍弾「ミサイルフィッシュ」(別名アイスミサイル)、網を射出する「ネットミサイル」右肩に「モリミサイル」上部に「ジェットアロー」を所有する。
黄獅子
青銅が搭乗。ゴライオンの左脚となる。地のエネルギー「グランドプロトン」で動く。出力は120万馬力。地上及び地中での行動が可能。砂漠の「獅子の岩山」に待機している。頬の装甲を開くとそこから「ドリル魚雷」を発射して攻撃出来る。他に尻尾から発射するイエロービーム、爪で攻撃、掘削するイエロークロー、右肩に「ガトリングミサイル」左肩「サンド地雷」からコンクリート弾「サンドボール」、上部の「イエローバズーカ」を装備。背中には高圧で砂を噴射するサンドブラスト砲「サンドストーム」が設置されている。
地球より数段進化した科学力で建造されている為に、光物質転換やナノマシン技術等、立体化におおよそそぐわない機構を持ち、また各獅子は「猛獣」としての「本能」すら持ち合わせている。その為に各獅子の属性と相剋する属性攻撃に弱いという弱点を持っている。
アルテア城
ガルラ星を脱出してきた黄金たちがたどり着いた朽ち果てた城。
15年前のガルラの総攻撃で崩壊寸前となっていたが、人知れずファーラ姫が成長していた。
グレーダム城
アルテア城地下に隠されていたゴライオンの基地。
ゴライオン復活後、ガルラ帝国による総攻撃によりアルテア城が崩壊していく中、ファーラ姫の祈りにライモン王の霊が基地の存在を教え、ライモン王の棺にあるボタンを押すことでアルテア城地下よりその姿を現した。
近代的な装備が施され、城内には各ライオンコクピットへのシューターやゴライオンの修理施設などがある。
フリーダムフォートレス
ガルラ星へ総攻撃をかけるべく、グレーダム城が変形した巨大宇宙戦艦。
劇中ではフリーダムフォートレスの名は使用されず、「スペースシップ」と呼ばれていた。

## デスブラック獣人
ガルラ大帝国の主力となる生物兵器。巨大ロボットに相当する。
デスブラック獣人
各惑星から捕らえられて来た奴隷が怪物を彷彿とさせる姿に改造された姿。粗暴で凶悪な獣人だが口頭での命令を理解する知能は残っている。好物は奴隷鍋。改造されているとはいえ基本的には生物（サイボーグ）であるため、斬られると血が飛び散るなどの生々しい描写が多かった。
巨大デスブラック獣人
ホネルバの妖魔力を使った装置により巨大化したデスブラック獣人。母艦からの光線を浴びせることによって巨大化する。後に（命令を受け）任意で巨大化する様になるが、等身大では登場しなくなり、あえて「巨大」を付けて呼ばれる事は無くなってしまった。将軍クラスが巨大化してゴライオンと戦ったこともあるが、これも巨大デスブラック獣人に分類される。
メカブラック獣人
31話より登場した、巨大ロボットにデスブラック獣人を制御ユニットとして搭載したサイボーグ兵器。後に1から機械で作られた完全なロボットや、機械のボディに人間の脳を制御ユニットとして搭載したタイプ等も登場する。児童誌では5体のゴリラが合体する「ゴゴリラ」というメカブラック獣人が出てきたことがある。

## スタッフ
- 原作 - 八手三郎 （連載誌 - 『テレビランド』、『てれびくん』）
- プロデューサー - 折田至（東映）
- 音楽 - 武市昌久(編曲 - いちひさし)
- 演奏 - 東京室内楽協会
- シリーズ構成 - 高久進
- キャラクター・デザイン - 中村一夫
- 美術監督 - 池田繁美
- 企画協力 - 秋野紅葉
- デザイン協力 - サブマリン、増尾隆之、原田吉朗
- 録音監督 - 太田克己
- 選曲 - 村田好次
- 効果 - 今野康之（スワラプロダクション）
- 録音 - 映広音響、茶畑三男
- 音響進行 - 池田昌彦
- 現像 - 東映化学
- チーフ・ディレクター - 田口勝彦
- 動画チェック - 安藤範雄、宇田八郎
- 動画 - グリーン・ボックス、太陽動画、中村プロダクション、タイガープロ
- 背景 - スタジオテイクワン、アニメランド、クローバーアート、マスコット
- 仕上 - ジャスト、スタジオエル、グリーン・ボックス、ミルキーウェイ、スタジオライフ
- 撮影監督 - 福田岳志→菅谷信行
- 撮影 - 三晃プロダクション、谷原スタジオ、スタジオ・ウッド
- 編集 - 布施由美子→松本高行
- 特殊効果 - 田中孝夫、谷藤薫児、柴田睦子
- 色指定 - 及川握子、鈴木一海、伊藤偵二、若井喜治
- 制作デスク - 由井正俊
- 制作進行 - 金原芳治、深谷信弘、笠原達也、千原弘美、靭矢直人、竹山澄夫、須永司、森井俊行、樋口宗久、本田要
- 設定進行 - 小塚憲夫
- 制作事務 - 松井望
- 制作担当 - 上野寿夫、柴山達雄
- 制作協力 - 東京動画
- 制作 - 東映[16]、東映エージェンシー

## 主題歌
オープニングテーマ - 『斗え! ゴライオン』
歌 - 水木一郎、こおろぎ'73、コロムビアゆりかご会
映像冒頭部のメンバー映像は、第6話までは銀貴が映されていたが、第7話以降はファーラ姫に変更された。先述の主題歌ソフトでは、ベータ・VHSではファーラ姫バージョンを収録している。
エンディングテーマ - 『五人でひとつ』
歌 - 水木一郎、こおろぎ'73、フィーリング・フリー
2曲とも、作詞 - 千家和也 / 作曲 - 小林亜星 / 編曲 - いちひさし
EPレコードの発売元は、日本コロムビア。後に幾度か、CD化も実現している。

## 挿入歌
｢ゴライオン讃歌｣
作詞 - 八手三郎 / 作曲 - 小林亜星 / 編曲 - 久石譲 / 歌 - 水木一郎、こおろぎ'73、コロムビアゆりかご会
｢黒獅子よ｣
作詞 - 千家和也 / 作曲 - 小林亜星 / 編曲 - 久石譲 / 歌 - 水木一郎、こおろぎ'73
｢ゴライオンフォーメーション｣
作詞 - 千家和也 / 作曲・編曲 - 武市昌久 / 歌 - 水木一郎、こおろぎ'73、コロムビアゆりかご会
｢ゴライオンマーチ｣
作詞 - 千家和也 / 作曲・編曲 - 武市昌久 / 歌 - 水木一郎、コロムビアゆりかご会
｢ぼくはいちばんチビだけど｣
作詞 - 千家和也・八手三郎 / 作曲 - 小林亜星 / 編曲 - 久石譲 / 歌 - 野沢雅子、ザ・チャープス
｢ネズミのブギウギ｣
作詞 - 八手三郎  / 作曲・編曲 - 武市昌久 / 歌 - こおろぎ'73
｢美しきアルテア｣
作詞 - 千家和也 / 作曲 - 小林亜星 / 編曲 - いちひさし / 歌 - 日高美子
｢ゴライオン数えうた｣
作詞 - 桜井正明 / 作曲 - 小林亜星 / 編曲 - いちひさし / 歌 - 水木一郎、こおろぎ'73、コロムビアゆりかご会
上記各挿入歌を収録したLPレコードは、1981年6月に日本コロムビアより発売。曲間に、ドラマ（構成・折田至）が挿入される。
『スーパーロボット主題歌・挿入歌集Ⅲ』（CD）には、主題歌2曲と共に全ての曲が収録され、日本コロムビアより発売された。
本作品の劇中音楽は、後に同じ東映制作の特撮テレビドラマ『宇宙刑事シャリバン』や『超獣戦隊ライブマン』にも流用された。いずれも本作品と同様に、村田好次が選曲を担当した作品である。

## 放送リスト
| 話数 | 放送日        | サブタイトル     | 脚本                | 絵コンテ          | 演出     | 作画監督   | デスブラック獣人 メカブラック獣人 |
| ---- | ------------- | ---------------- | ------------------- | ----------------- | -------- | ---------- | --------------------------------- |
| 1    | 1981年 3月4日 | 奴隷城からの脱出 | 高久進              | 田口勝彦 松浦錠平 | 神井裕行 | 中村一夫   |                                   |
| 2    | 3月11日       | 死滅した幻の星   | 高久進              | 落合正宗          | 石田昌平 | 中村一夫   |                                   |
| 3    | 3月18日       | 亡霊と五つの鍵   | 高久進 永井達郎     | 岡迫和之          | 渡部英雄 | 二宮常雄   | 名称不明                          |
| 4    | 3月25日       | 伝説巨人の復活   | 高久進 永井達郎     | 西久保利彦        | 秋山勝仁 | 中村一夫   | 名称不明                          |
| 5    | 4月1日        | 新しき戦いの砦   | 曽田博久            | 田口勝彦          | 渡部英雄 | 二宮常雄   | デスブラック獣人デスヘル          |
| 6    | 4月8日        | 勇者銀の死       | 高久進              | 落合正宗          | 長尾粛   | 中村一夫   | デスブラック獣人ガルシア          |
| 7    | 4月15日       | 美しき姫の戦い   | 中原朗              | 神井裕行          | 神井裕行 | 樋口善法   | デスブラック獣人モギューラ        |
| 8    | 4月22日       | 盗まれた青獅子   | 桜井正明            | 岡迫和之          | 秋山勝仁 | 中村一夫   | デスブラック獣人バンバラ          |
| 9    | 4月29日       | 悪魔の国の少女   | 高久進              | 小泉謙三          | 渡部英雄 | 太田博光   | デスブラック獣人ガガール          |
| 10   | 5月6日        | 白ライオンの秘密 | 桜井正明            | 落合正宗          | 神井裕行 | 太田博光   | デスブラック獣人ライアン          |
| 11   | 5月13日       | 地獄の赤い雨     | 桜井正明            | 小鹿英吉          | 渡部英雄 | 上條修     | デスブラック獣人バファロー        |
| 12   | 5月20日       | 大帝王の悪業     | 中原朗              | 神井裕行          | 小鹿英吉 | 飯野皓     | デスブラック獣人ツインタイタン    |
| 13   | 5月27日       | 美女ホネルバ出現 | 高久進              | 岡迫和之          | 秋山勝仁 | 太田博光   | 名称不明                          |
| 14   | 6月3日        | 地獄の皇太子     | 高久進              | 笹川ひろし        | 野村和史 | 木下ゆうき |                                   |
| 15   | 6月10日       | 銀の幻を乗越えろ | 酒井あきよし        | あいただし        | 神井裕行 | 村中博美   |                                   |
| 16   | 6月17日       | 伝説の愛の橋     | 桜井正明            | 又野弘道          | 野村和史 | 郷一       | デスブラック獣人マンモズ          |
| 17   | 6月24日       | 宇宙の挑戦状     | 陶山智              | 陶山智            | 野村和史 | 西城明     | デスブラック獣人サムソン          |
| 18   | 7月1日        | 恐怖の森の足音   | 桜井正明            | 宮崎一哉          | 宮崎一哉 | 飯野皓     | デスブラック獣人ツリーダ          |
| 19   | 7月8日        | 謎の幽霊城       | 桜井正明            | あいただし        | 笠原達也 | 太田博光   | 亀型戦闘戦艦                      |
| 20   | 7月15日       | さようなら地球   | 桜井正明            | 笹川ひろし        | 野村和史 | 木下ゆうき | デスブラック獣人バトルダ          |
| 21   | 7月22日       | アルテアの姉弟星 | 陶山智              | 秋山勝仁          | 秋山勝仁 | 谷口守泰   | デスブラック獣人キルレスラー      |
| 22   | 7月29日       | 幻の宇宙花       | 陶山智              | 笹川ひろし        | 野村和史 | 西城明     | デスブラック獣人デスビートル      |
| 23   | 8月5日        | 十三日の金曜日   | 桜井正明            | 神井裕行          | 神井裕行 | 太田博光   | デスブラック獣人カラマン          |
| 24   | 8月12日       | 小さな影を探せ   | 桜井正明            | 野村和史          | 野村和史 | 小泉謙三   | デスブラック獣人キャットガン      |
| 25   | 8月19日       | 巨大砲を破壊せよ | 酒井あきよし        | 小鹿英吉          | 宮崎一哉 | 飯野皓     | ガルラ星銀河列車                  |
| 26   | 8月26日       | 見えない敵を倒せ | 戸田博史            | 又野弘道          | 又野弘道 | 木下ゆうき | デスブラック獣人ブルバー          |
| 27   | 9月2日        | 巨大獣人の子守歌 | 林久美子 辻真先     | あいただし        | 笠原達也 | 太田博光   | 名称不明                          |
| 28   | 9月9日        | 悪魔の誕生日     | 陶山智              | 小鹿英吉          | 並里啓次 | 西城明     |                                   |
| 29   | 9月16日       | 火の空が迫る     | 戸田博史            | 宮崎一哉          | 宮崎一哉 | 飯野皓     | デスブラック獣人デビルバーン      |
| 30   | 9月23日       | 皇太子の黒い恋   | 中原朗              | 田口勝彦          | 並里啓次 | 西城明     |                                   |
| 31   | 9月30日       | 恐怖のメカ獣人   | 桜井正明            | 田口勝彦          | 松浦錠平 | 篠田章     | メカブラック獣人ラムダー          |
| 32   | 10月7日       | 見よ百トンパンチ | 陶山智              | 田口勝彦          | 笠原達也 | 山崎正     | メカブラック獣人ガンマ            |
| 33   | 10月14日      | 宇宙ガエルの恐怖 | 戸田博史            | 田口勝彦          | 宮崎一哉 | 宮崎一哉   | メカブラック獣人オメガザウラ      |
| 34   | 10月21日      | 地下潜行作戦     | 高久進              | 田口勝彦          | 並里啓次 | 郷一       | メカブラック獣人デルター          |
| 35   | 10月28日      | サッカー場を守れ | 桜井正明            | 又野弘道          | 又野弘道 | 田中守正   | メカブラック獣人パイ              |
| 36   | 11月4日       | 光と影の死闘     | 辻真先              | 小鹿英吉          | 小沢範久 | 飯野皓     | メカブラック獣人デッドゾーン      |
| 37   | 11月11日      | 宇宙のスピード狂 | 戸田博史            | 中村一夫          | 並里啓次 | 西城明     | メカブラック獣人ミューレッガー    |
| 38   | 11月18日      | ゴライオン狩り   | 吉田耕助            | 宮崎一哉          | 宮崎一哉 | 飯野皓     | メカブラック獣人カッパー          |
| 39   | 11月25日      | 超重力星のわな   | 陶山智              | 中村一夫          | 笠原達也 | 山崎正     |                                   |
| 40   | 12月2日       | 明日なきアルテア | 陶山智              | 小鹿英吉          | 小沢範久 | 飯野皓     | メカブラック獣人ニュー            |
| 41   | 12月9日       | 勇者銀の弟       | 吉田耕助            | 田口勝彦          | 並里啓次 | 郷一       | メカブラック獣人ロー              |
| 42   | 12月16日      | 死を呼ぶ砂惑星   | 野崎絹代            | 小鹿英吉          | 石田晋一 | 飯野皓     | デスブラック獣人サンド            |
| 43   | 12月23日      | 怒りの少年決死隊 | 戸田博史            | 又野弘道          | 並里啓次 | 田中守正   | メカブラック獣人イプシロン        |
| 44   | 12月30日      | ジャール星の誓い | 渡辺澄子            | 笠原達也          | 笠原達也 | 太田博光   | 偽ゴライオン                      |
| 45   | 1982年 1月6日 | 暗黒の大軍団     | 吉田耕助            | 宮崎一哉          | 小鹿英吉 | 飯野皓     | メカブラック獣人アルファ          |
| 46   | 1月13日       | 宇宙鼡ガンバレ   | 中原朗              | 並里啓次          | 並里啓次 | 郷一       | メカブラック獣人キークランス      |
| 47   | 1月20日       | 七つの自由な星   | 小塚憲夫 久保田圭司 | 小鹿英吉          | 宮崎一哉 | 飯野皓     | メカブラック獣人ゼータ            |
| 48   | 1月27日       | 幻との再会       | 桜井正明            | 又野弘道          | 又野弘道 | 田中守正   | メカブラック獣人ベータ            |
| 49   | 2月3日        | ヒスの最後       | 久保田圭司          | 宮崎一哉          | 宮崎一哉 | 飯野皓     | メカブラック獣人ベータ            |
| 50   | 2月10日       | ガルラへ大進撃   | 山崎久              | 秋山勝仁          | 笠原達也 | 石井康夫   | メカブラック獣人ガルラ            |
| 51   | 2月17日       | ゴライオン大苦戦 | 吉野次郎            | 小鹿英吉          | 松浦錠平 | 大木雪亨   | メカブラック獣人ガルラ            |
| 52   | 2月24日       | 燃えろガルラ城   | 吉野次郎            | 田口勝彦          | 並里啓次 | 大北こうじ |                                   |

## 放送局
放送日時は個別に出典が提示されているものを除き1981年11月中旬 - 12月上旬のものとする。
- 東京12チャンネル→テレビ東京[21]（制作局）：水曜 19:30 - 20:00（1981年3月25日放送分まで） → 水曜 18:00 - 18:30（1981年4月1日放送分より）
- 北海道文化放送：日曜 10:30 - 11:00（1981年4月19日 - 1982年4月11日）[22]
- テレビ岩手：土曜 17:30 - 18:00[23]
- 東北放送：金曜 17:30 - 18:00（1981年10月16日まで） →  土曜 17:00 - 17:30（1981年10月24日から）[24]
- 秋田テレビ：火曜 17:00 - 17:30
- 山形テレビ：月曜 17:00 - 17:30[25]
- 福島中央テレビ：月曜 17:00 - 17:30[26]
- 新潟放送：水曜 17:30 - 18:00
- 信越放送：木曜 17:25 - 17:55
- テレビ山梨：金曜 17:20 - 17:50
- 富山テレビ：木曜 16:50 - 17:20[27]
- 北陸放送：月曜 17:00 - 17:30[28]
- 静岡放送：金曜 17:00 - 17:30
- 中部日本放送：木曜 17:25 - 17:55
- サンテレビ：水曜 18:30 - 19:00
- KBS京都：水曜 18:30 - 19:00
- テレビ和歌山：水曜 18:30 - 19:00
- 岡山放送：金曜 16:30 - 17:00
- 中国放送：火曜 17:30 - 18:00
- テレビ高知：火曜 17:00 - 17:30
- テレビ西日本：土曜 18:00 - 18:30
- テレビ長崎：木曜 17:30 - 18:00
- 熊本放送：水曜 17:30 - 18:00
- 大分放送：木曜 17:20 - 17:50
- テレビ宮崎：火曜 17:30 - 18:00
- 南日本放送：月曜 17:25 - 17:55
- 沖縄テレビ：金曜 17:30 - 18:00

## アメリカでの展開
アメリカでは1980年代に『ゴライオン』を中心に、日本での後番組である『機甲艦隊ダイラガーXV』の映像も含めて統合・再編集したテレビアニメ『ボルトロン』（Voltron）が放送され、本作品はその第1シリーズである『Lion Force Voltron』（ライオンフォース・ボルトロン）」として位置付けられた。前述の通り新規エピソードも複数制作された他、関連商品としてMatchbox社などから玩具も販売された。またアニメの放送こそなかったものの、『光速電神アルベガス』の玩具が『ボルトロンII』として販売された。アメリカでの放送にあたっては作中で死者が出るのを避けるため、本作品で戦死という形で退場した銀貴は、『ボルトロン』では重傷を負ったという扱いとされ、その後登場した銀亮も貴の弟ではなく、負傷から復帰した貴本人と設定が変更されている。
『ボルトロン』の放送終了後も、北米で1990年代後半に、フル3DCGによるシリーズが放送されている。2005年頃には、米版アニメ『Voltron』がハリウッド映画化へ向けて動き出したと報じられた。2008年には監督探しが始まっているとの続報も出たものの、実際には東映との権利関連で訴訟にまで発展し、20世紀フォックスとその傘下のニュー・リージェンシーからレラティビティ・メディアに制作母体を売却され、制作予算が大幅に縮小されるなど、難航している。
2016年、ドリームワークス・アニメーションがNetflixオリジナルアニメとして『ヴォルトロン（Voltron: Legendary Defender）』の制作を発表。配信開始予定は2016年6月10日で、日本国内の放映は2017年7月5日。

### 日本未放送リスト
1985年の海外放映用のために、東映動画とアメリカのWorld Events Productionによって作られたエピソード。
1. Dinner and a Show
2. Envoy from Galaxy Garrison
3. Mousemania
4. The Shell Game
5. The Traitor
6. Voltron Meets Jungle Woman
7. Little Buddies
8. Who Was That Masked Man?
9. Take a Robot to Lunch
10. War and Peace... and Doom!
11. Who's Flyin' Blue Lion?
12. Enter Merla: Queen of Darkness
13. A Ghost of a Chance
14. To Soothe the Savage Robeast
15. Doom Girls on the Prowl!
16. With Friends Like You
17. Lotor, My Hero?
18. （未完成）
19. No Muse Is Good Muse
20. The Alliance Strikes Back!
21. Breakin' Up Is Hard to Doom
22. Fleet of Doom（テレビスペシャル、ゲスト・ダイラガーXV）

### 鉛事件
1986年11月12日、アメリカの消費者製品安全委員会（CPSC）は、バンダイが台湾でOEM生産しマッチボックス社が販売していた、ボルトロンから基準値を越える鉛が検出されたとしてマッチボックスに回収を命じた。鉛が検出されたのは台湾製の製品のみで、日本製は除外された。台湾製のボルトロンは1986年2月末までに115万3千個が販売されていた。

## ゲーム作品への登場
- シミュレーションRPGスーパーロボット大戦シリーズの一つ『スーパーロボット大戦W』と『スパロボ学園』に登場している。
- 2011年11月、PS3/Xbox 360の両機種にて、アメリカ版『ボルトロン』（Voltron）がダウンロード専用タイトルとして、単独でゲーム化されている。ジャンルはアクションゲームで、2021年現在日本では未配信。